# Alisha Glass
Pour les articles homonymes, voir Glass.
Alisha Glass est une joueuse de volley-ball américaine née le 5 avril 1988 à Leland (Michigan). Elle mesure 1,84 m et joue au poste de passeuse. Elle totalise 120 sélections en équipe des États-Unis.

## Clubs
| Club                  | De        | À         |
| --------------------- | --------- | --------- |
| Penn State University | 2006-2007 | 2008-2009 |
| USA National Team     | 2009-2010 | 2009-2010 |
| GRER Araçatuba        | 2010-2011 | 2010-2011 |
| Atom Trefl Sopot      | 2011-2012 | 2011-2012 |
| Universal Modène      | 2012-2013 | 2012-2013 |
| Criollas de Caguas    | jan 2013  | mars 2013 |
| Indias de Mayagüez    | mars 2013 | mai 2013  |
| Fenerbahçe SK         | 2013-2014 | 2013-2014 |
| Imoco Conegliano      | 2014-2015 | 2015-2016 |

## Palmarès

### Équipe nationale
- Jeux olympiques
  -  2016 à Rio de Janeiro
- Championnat du monde
  - Vainqueur : 2014.
- Grand Prix mondial
  - Vainqueur : 2010, 2011, 2012.
  - Finaliste : 2016.
- Coupe du monde
  - Finaliste : 2011.
- Championnat d'Amérique du Nord
  - Vainqueur : 2011, 2013, 2015.
- Coupe panaméricaine
  - Vainqueur : 2012, 2013[2].
- World Grand Champions Cup
  - Finaliste : 2013.

### Clubs
- Championnat de Pologne
  - Vainqueur : 2012.
- Coupe de Pologne
  - Finaliste : 2012.
- Championnat de Porto Rico
  - Vainqueur : 2013.
- Coupe de la CEV (1)
  - Vainqueur : 2014.
- Coupe de Turquie
  - Finaliste : 2014.
- Championnat de Turquie
  - Finaliste : 2014.
- Championnat d'Italie
  - Vainqueur : 2016.

### Distinctions individuelles
- Grand Prix Mondial de volley-ball 2010: Meilleure passeuse.
- Grand Prix mondial de volley-ball 2013: Meilleure passeuse.
- Championnat d'Amérique du Nord de volley-ball féminin 2013: Meilleure passeuse.
- Championnat du monde de volley-ball féminin 2014 : Meilleure passeuse[3].
- Jeux olympiques d'été de 2016: Meilleure passeuse[4].